# Anna Korakaki
Ioanna „Anna“ Korakaki (griechisch Ιωάννα «Άννα» Κορακάκη, * 8. April 1996 in Thessaloniki) ist eine griechische Sportschützin in den Disziplinen Luftpistole und Sportpistole.

## Karriere
Die in Thessaloniki geborene und in Drama aufgewachsene Korakaki, die sich zunächst für den Sport der Leichtathletik begeistern ließ, wurde im Alter von 12 Jahren, durch ihren Vater, selbst erfolgreicher Sportschütze, an den Schießsport herangeführt. Mit 14 Jahren wurde sie in die Auswahl der griechischen Sportschützen berufen und nahm im selben Jahr an den in München ausgetragenen Weltmeisterschaften von 2010 teil. Bei ihrem internationalen Debüt belegte Korakaki  mit der Luftpistole, im Wettbewerb der Junioren, den achten Rang. Bei den im Folgejahr ausgetragenen Europameisterschaften in Belgrad wurde Korakaki mit der Sportpistole unter den Junioren Vizeeuropameisterin. Den Titel des Junioreneuropameisters mit der Luftpistole, sicherte sich die Griechin drei Jahre später, bei den in Moskau ausgetragenen Europameisterschaften von 2014.
Korakaki nahm 2016 am Junioren World Cup in Suhl teil und belegte dort mit der Luftpistole den ersten und mit der Sportpistole den zweiten Rang. Beim folgenden Senioren World Cup in Baku erreichte sie in beiden angetretenen Wettbewerben den zweiten Rang und nahm ebenfalls im gleichen Jahr, an den Olympischen Spielen in Rio de Janeiro teil. Dort sicherte sich Korakaki die Bronzemedaille in der Disziplin 10 Meter Luftpistole und Gold über 25 Meter mit der Sportpistole im Finale gegen Monika Karsch.
Am 12. März 2020 war sie die erste Frau in der Geschichte, die den olympischen Fackellauf für die Spiele in Tokio begann. Sie trug die Flamme auf den ersten Metern im antiken Olympia und übergab die Flamme vor dem Denkmal zu Ehren Pierre de Coubertin an die erste Fackelträgerin aus Japan, die Siegerin im olympischen Marathon der Spiele von 2004 in Athen, Mizuki Noguchi.
Während der Eröffnungsfeier der Olympischen Spiele in Tokio 2020 am 23. Juli 2021 war sie, gemeinsam mit dem Turner Eleftherios Petrounias, die Fahnenträgerin der griechischen Olympiamannschaft. Sie nahm in der Disziplin 10 Meter Luftpistole und 25 Meter Sportpistole teil und erreichte in beiden Disziplinen den 6. Platz.
Nachdem Korakaki im März 2022 bei den Mittelmeerspielen in Kairo (Ägypten) in der Disziplin 10 Meter Luftpistole die Goldmedaille gewonnen hatte, stellte sie im Juli beim Weltcup von Changwon (Korea) einen Weltrekord auf: Sie erreichte 588 / 600 Punkte in der Disziplin 10 Meter Luftpistole.
2023 gewann sie bei den Schieß-Weltmeisterschaften in Baku zwei Silbermedaillen: bei den Wettbewerben 10 Meter Luftpistole und 25 Meter Standardpistole.